# Boris Zrinski
Boris Zrinski, slovenski košarkarski trener, profesor športne vzgoje in računalništva * 9. maj 1955
Boris Zrinski deluje v moški in ženski košarki, kot glavni trener in občasno kot športni direktor. Opravlja tudi delo profesorja športne vzgoje in računalništva na Šolskem centru Šentjur.

## Klubi
Obiskoval je osnovno šolo na Podčetrtku, nadaljeval na I. Gimnaziji Celje (1970-73) in Visoki šoli za telesno kulturo Univerze v Ljubljani, kjer leta 1981 diplomiral (COBISS). 
Trenersko delo je začel 1977 v športnem društvo Partizan v Podčetrtku in vodil občinsko selekcijo Šmarij pri Jelšah. Leta 1979 se je priključil KK Libela Celje, kjer vodil mladinsko selekcijo in pomočnik trenerju Z. Sagadinu in Čepinu pri članih. 
Po odsluženem vojaškem roku je vodil žensko ekipo v Rogaški Slatini, ki v tem času postane druga najmočnejša ekipa v Sloveniji in igra v 2. zvezni ligi Jugoslavije. Leta 1987 prevzame ekipo KK Libela (potem Merx) iz Celja, ki jo vodi naslednji tri in pol sezone. Dve sezoni je vodil v I.B zvezni ligi Jugoslavije (1987/88 in 1988/89). Leta 1989 je Merx izpadel iz I.ZLJ, v naslednji sezoni pa je moštvo izgubilo v polfinalu play-offa. Ekipo je vodil še v jesenskem delu republiške lige, a je po 9. mestu ekipo zapustil.
Leta 1991 postane glavni trener KD Polzela (Kovinotehna Savinjska), ki jo vodi do 2000. V tem času osvoji Polzela državni pokal 1996, trikrat v finale slovenskega državnega prvenstva. Med delovanjem v Polzeli imenovan (1997) za glavnega trenerja slovenske članske reprezentance.
Po Polzeli vodi v prvi ligi še klube Pivovarna Laško, Koper in Šentjur (Alpos Kemoplast). 
Sredi sezone 2003/04 prevzame vodilni ženski klub Merkur Celje, ki ga vodi do pokalnega in ligaškega naslova. V naslednji sezoni odpuščen v prvem delu sezone.
Med 2006 in 2010 štiri sezone v Rogaški Slatini. Prvo sezono vodi v tretji slo. ligi, zadnjo sezono 2009/10 pa konča na drugem mestu v drugi ligi in neuspešnih kvalikacijah za prvo ligo. Sezono 2010/11 vodi ŽKK Maribor.
Med januarjem 2014 in decembrom 2016 glavni trener KK Podčetrtka. V sezoni 2015/16 Podčertek zmaga drugo slo. ligo in se prvič uvrsti v prvo ligo. 

## Reprezentanca
- Mladinska Repr. Slo.: 1995–1996
- Članska Repr. Slo.: 1997–2001
- Ženska Repr. Slo.: 19. maj 2004–2007
- Ženska Repr. Slo.: 9. februar 2010–4. februar 2013
- pomočnik ženske: RS 2014
- športni direktor ženske RS: 2015-2016

Državno (moško) člansko reprezentanco je prevzel 1997. Uspešno se je prebil skozi kvalikacije za Eurobasket 1999 in Eurobasket 2001. Na prvenstvu 1999 reprezentanca doseže končno 10. mesto (izpade v drugem delu tekmovanja). Na Eurobasketu 2001 z eno zmago in dvema porazoma doseže 4. mesto v skupini B in tako zaključi prvenstvo.
Dve obdobji je imenovan za selektorja ženske reprezentance. V prvem obdobju 2004 do 2007 vodi na Eurobasketu divizije B, kjer se uvrsti z 6 zmagami in porazom v kvalikacije za Eurobasket 2007. V kvalikacijah med 2006 in 2007 se ne uvrsti »naprej « ter izpade v divizijo B. V drugem obdobju, kot začasni selektor, ni kvalikacij. V letu 2012 so potekala kvalikacije za Eurobasket 2013, kamor se Slovenija ni uvrstila. Nasledi ga Tomo Orešnik, ki mu asistira leta 2014 v drugem krogu kvalikacij za Eurobasket 2015.